# Austrobaileyales
Austrobaileyales (Австробейлеєцвіті) — порядок квіткових рослин. Порядок містить 1 вид дерев'янистих ліан з родини Austrobaileyaceae; приблизно 85 видів дерев'янистих (чагарники, дерева й ліани) рослин тропічних та помірних регіонів Східної, Південно-Східної Азії та Карибського басейну з родини Schisandraceae і родина Trimeniaceae містить приблизно 13 видів дерев'янистих рослин (кущів, дерев і ліан), виявлених у субтропіках і тропіках Південно-Східної Азії, Східної Австралії та Тихоокеанських островів. Деякі види Schisandra звичайно вирощуються в садах для прикраси; бодян справжній — відома приправа, в Китаї — дуже популярна. Система APG II, APG III і APG IV поміщають цей порядок до базальних покритонасінних, отже він не належить ні до магноліїд ні однодольних ні евдикот.

## Галерея

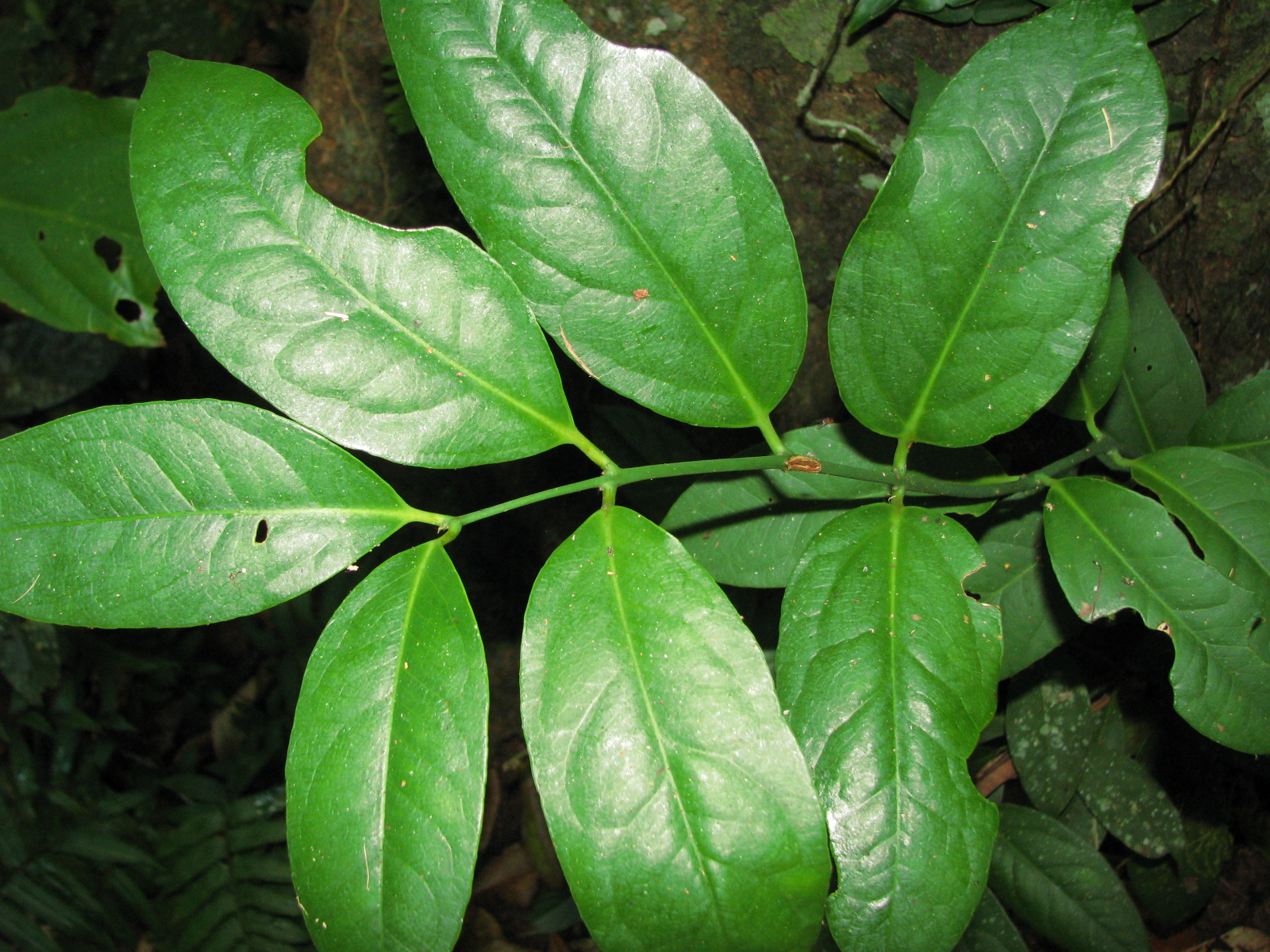
Austrobaileya scandens
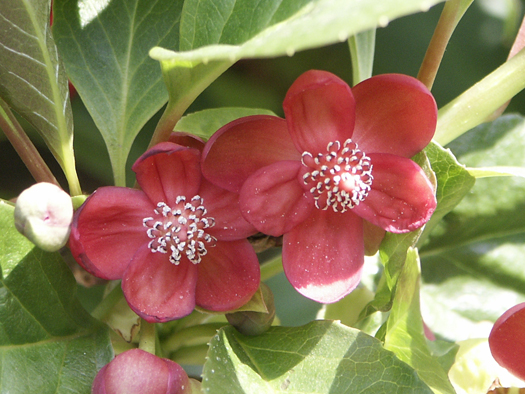
Schisandra rubriflora
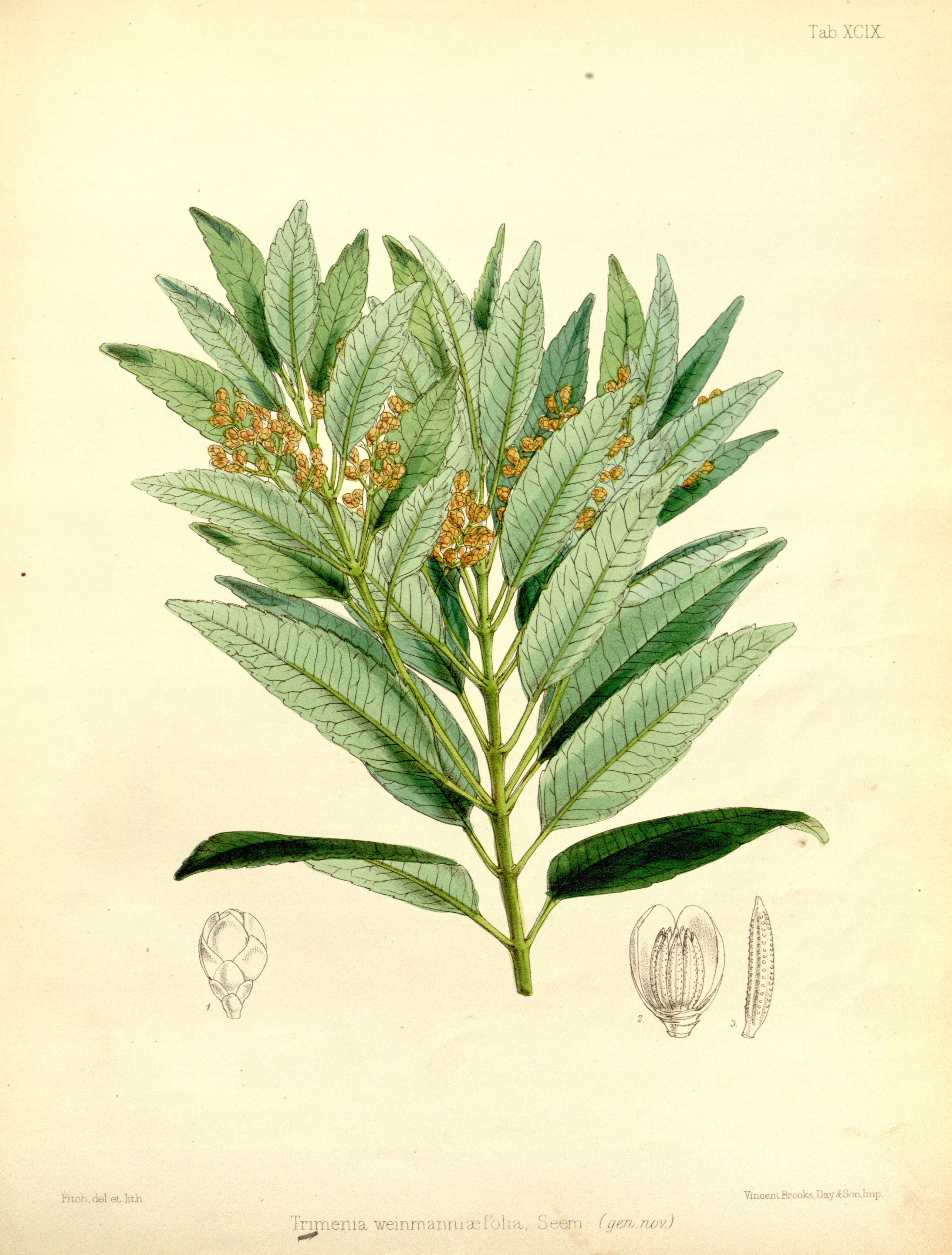
Trimenia weinmanniifolia